# Mikene
Mikene (grško Μυκῆναι Mykēnai), (angleško Mycenae) so arheološko najdišče v Grčiji, okoli 90 km jugozahodno od Aten na severovzhodnem delu polotoka Peloponeza. 
Argos je 6 km dlje proti jugu, Korint pa 48 km proti severu. Z vrha hriba, na katerem stoji palača, sta vidna Argoški in Saronski zaliv.
Mikenska akropola, ki z višine nadzira okoliška območja in ravnico, je bila zgrajena na točki, s katere je bil pogled na vse glavne povezovalne poti, ki vodijo po Peloponezu in proti celinski Grčiji. Mogočna utrdba je bila dom kraljeve rodbine in ljudstva Atridov.   
V drugem tisočletju pr. n. št. so bile Mikene eno glavnih središč grške civilizacije, vojaška utrdba, s katere so vladali velikemu delu južne Grčije. Obdobje grške zgodovine od okoli 1600 pr. n. št. do okoli 1100 pr. n. št. je mikenska doba ali obdobje mikenske civilizacije.
Grčija se je v primerjavi z vzhodnim delom Sredozemlja začela razvijati precej pozno. Pozneje kot druge kulture so razvili naprednejše tehnike v kmetijstvu in pri obdelavi kovin, poleg tega pa je bila tudi družba slabše razvita. Okoli leta 2000 pr. n. št. so s severa čez Trakijo in Makedonijo začela vdirati v Grčijo indoevropska ljudstva. Počasi so se stapljala s starim predindoevropskim prebivalstvom. Z mešanjem staroselcev in prišlekov sta se razvila pragrški jezik in narod, ki ga je pesnik Homer v svojih delih imenoval Ahajci.
Mikenska kultura se je razvijala v senci kretske in egipčanske kulture, ki sta bili razvitejši in starejši. Okoli leta 1600 pr. n. št. so na Peloponezu nastale neodvisne kraljevine, med katerimi so bile po velikosti in gospodarski moči največje ravno Mikene. Vrhunec je bil po letu 1450 pr. n. št., ko so vojaško usmerjeni Ahajci osvojili Kreto in prevzeli njeno trgovino. Veliko so trgovali s Sicilijo, južno Italijo, Rodosom, Ciprom, Malo Azijo, Bližnjim vzhodom in Egiptom. Tu so tudi ustanavljali svoje kolonije in se tako še tesneje povezali z državami tistega časa.
Okoli leta 1150 pr. n. št. so s severa vdrli Dorci in opustošili Mikene. Ker je bila kultura zavojevalcev slabše razvita, se je z njihovim prihodom v Grčijo začelo obdobje grškega temnega veka.

## Ime
Čeprav so trdnjavo zgradili Grki, ime Mukanai naj ne bi bilo grško, ampak eno od mnogih predgrških krajevnih imen priseljenih Grkov. 
Legenda pravi, da je ime povezano z grško besedo micēs (μύκης, "goba"). Tako Pavzanias pripisuje ime legendarnemu ustanovitelju Perzeju, ki je dejal, da so ga poimenovali po pokrovčku (micēs) v tulcu meča ali po gobi, ki jo je nabral na kraju samem. 
Prva pisna oblika imena je Mikēnē (Μυκήνη) v Homerju. [5] Rekonstruirano ime kraja v mikenski grščini je Mukānai in ima obliko množine kot Atānai. Sprememba  ā na ē v novejših različicah imena je posledica znane spremembe zvoka v poznejši atiško-jonski.

## Zgodovina

### Neolitik do srednje bronaste dobe
Mikenska akropola je bila stalno naseljena od zgodnjega neolitika (ZN) do zgodnjega heladskega (ZH) in srednjega heladskega (SH) obdobja; zgodnjeneolitska mavrična posoda predstavlja najzgodnejše keramične dokaze, ki so bili do zdaj odkriti. Lončenina zajema celotno obdobje ZHI do ZHIII in je bila odkrita leta 1877 in 1878, ko jo je našel Stamatakis na nizki globini v šestem grobu v grobnem krogu A; nadalje je bilo gradivo ZH in SH najdeno pod zidom in tlemi palače, na vrhu Akropole in zunaj Levjih vrat na območju antičnega grobišča. V naselju ZH in SH je bil v bližini odkrit vodnjak s sladko vodo na vrhu hriba Kalkani jugozahodno od akropole. Prve pokopne jame ali kamniti zaboji so nedvoumno iz obdobja SH (okoli 1800–1700 pr. n. št.) na zahodnem pobočju akropole, ki je vsaj delno zaprt z zgodnejšim zidom. 

### Pozna bronasta doba
Med bronasto dobo je bil vzorec poselitve v Mikenah utrjen hrib, obdan z zaselki in posestvi, v nasprotju z gosto naselitvijo na obali (glej Argos). Ker so bile Mikene prestolnica vladajoče države ali prevladujoče nad velikim delom vzhodnega sredozemskega sveta, so morali vladarji imeti svoje oporišče v tej manj poseljeni in bolj oddaljeni regiji za svojo obrambo. Nekaj dokumentov na kraju samem je mogoče datirati (npr. egipčanski skarabej). Ker pa dendrokronologija na tukajšnjih ostankih še ni bila narejena, so našteti dogodki verjetno iz časa po heladskem obdobju materialne kulture.

### Pozno heladsko obdobje I (PHI)
Zunaj delnega obzidja, grobni krog B, za krožnim obzidjem je bilo deset kamnitih grobov v srednjeheladskem slogu in več jaškastih grobov, precej globljih, v katerih je bil kamnit grob. Bogatejši grobni pridatki so morda označevali kraljevski pokop. Kup (gomila) na vrhu vsebuje razbito lončenino in kosti obrokov hrane, kar potrjuje, da ni bilo navadno slovo.  Gomile so označevale stele.
Stene komore okroglega groba A vsebujejo še šest jaškastih grobov z devetimi ženskimi, osmimi moškimi in dvema mladoletnima pokopoma. Grobni pridatki so bili dragocenejši kot v krogu B. Tu so bili vgravirani meči z intarzijami in bodala z ročaji, puščice, kar nakazuje, da so bili tukaj pokopani bojevniki poglavarji in njihove družine. Nekateri umetniški predmeti iz teh grobov so srebrni riton, Agamemnonova maska, Nestorjev pokal in orožje, ki je votivno in praktično.
Morda so najpomembnejše najdbe maske za obraz, prekrite z zlatom, ki so jih našli v krogu A. Skupaj so  našli pet mask, ki stilizirano prikazujejo obraz pokojnika. Osnovni model posmrtne maske je bil najden v enem od poznejših grobov kroga B.

### Pozno heladsko obdobje II (PHII)
Alan Wace je razdelil devet tolosov – grobnic v Mikenah v tri skupine po tri, ki temeljijo na arhitekturi. Najzgodnejša, Kiklopska grobnica, Epano Furnos in grobnica Ajgista so datirane v PHIIA.
Pokop v tolosih je videti kot zamenjava pokopa v jaškastih grobovih. Skrb za ohranitev jaškastih grobov priča, da so bili del kraljeve dediščine, grobovi prednikov junakov. Ker so bili vidnejši, so bili vsi oropani v antiki ali pozneje.

### Pozno heladsko obdobje III (PHIII)
Kot je bilo običajno za 1350 pred našim štetjem, so utrdbe na akropoli in drugih okoliških gričih v kiklopskem slogu, saj so bili bloki iz kamna, ki so ga uporabljali, tako veliki, da so mislili, da so delo gigantov (Kiklopov). [10] Znotraj teh zidov, ki jih je še vedno mogoče videti, so bile zgrajene monumentalne palače. Zadnja palača, ostanki katere so zdaj vidni na akropoli v Mikenah, spadajo na začetek PHIIIA: 2. Prejšnje palače so bile odstranjene ali nove zgrajene čez stare.
Konstrukcija palače v tistem času je bila podobne arhitekture po vsej južni Grčiji. Vse imajo izrazit megaron ali prestolno sobo z dvignjenim osrednjim delom (ognjiščem) pod odprtino v strehi, ki je bila podprta s štirimi stebri v kvadratu okoli ognjišča. Prestol je imel prostor proti središču stene na strani ognjišča, kar je vladarju omogočalo neoviran pogled proti vhodu. Freske so krasile ometane stene in tla.
Soba je bila dostopna z dvorišča s portikom. Veliko stopnišče je vodilo od terase spodaj na dvorišče na akropoli.
Tempelj je bil zgrajen znotraj trdnjave, skarabej kraljice Tije iz Egipta, ki je bila poročena z Amenhotepom III., je imel prostor v dvorani idolov poleg vsaj enega kipa tipa PHIIIA: 2 ali B: 1. Povezavo Amenhotepa III. z m-w-k-i-n-u, * Mukano, potrjujeta napisa na Kom Hetanu – vendar za Amenhotepovo vladavino mislijo, da je usklajena s PHIIIA: 1. Verjetno je Amenhotepov glasnik predstavil skarabeja prejšnji generaciji, ki je našla sredstva za obnovo trdnjave kot kiklopske in so prenesli skarabeja vanjo.
Waceova druga skupina tolosov je datirana med PHIIA in PHIIIB: Kato Furnos, Panagia tolos in Levja grobnica. Zadnja skupina, skupina III: Atrejeva zakladnica, grobnica Klitajmnestre in grobnica Genii, so datirane PHIIIB z ostanki pod pragom Atrejeve zakladnice, največje od devetih grobnic. Tako kot Minijeva zakladnica pri Orhomnu je bila grobnica izropana in kot nagrobni spomenik pozabljena. Struktura ima tradicionalno ime "zakladnica".
Faze lončenine, na katerih temelji sorazmerna shema datiranja (ZH, SH, PH itd.), ne omogočajo zelo natančne datacije, celo povečujejo za nekaj obstoječih datumov C-14 zaradi mogočega odstopanja. Zaporedje nadaljnje gradnje Miken je približno tako: v sredini PHIIIB, okoli 1250 pred našim štetjem, je bila kiklopska stena razširjena na zahodnem pobočju in je vključevala grobni krog A.  Glavni vhod skozi okrogel zid je velik z najpomembnejšo značilnostjo Miken, to so Levja vrata, skozi katera je vodila stopničasta rampa mimo kroga A in do palače. Levja vrata so bila zgrajena v obliki "razbremenilnega trikotnika", da bi bila podprta teža kamnov. Vrata brez okrasa so bila zgrajena skozi severni zid.
Ena redkih skupin izkopanih hiš v mestu zunaj obzidja leži onkraj grobnega kroga B in pripada istemu obdobju. Hiša ščitov, hiša trgovca z oljem, hiša sfing in zahodna hiša bi lahko bile trgovine in delavnice.
Dejstva in številke o trdnjavi

dolžina kroga: 1105 m 

ohranjena višina: do 12,5 m 

širina: 7,5–17 m 

najmanjši kamen: 145,215 m³ ali 14,420 povprečno velik kamen (10 ton) 

čas, da moški premakne 1 blok: 2125 dni 

čas, da moški premaknejo vse bloke: 110,52 leta 

čas, da se premakne 1 blok s pomočjo volov: 0,125 dneva 

čas, da se premaknejo vsi bloki s pomočjo volov: 9,9 leta 

Podatki temeljijo na 8-urnem delovniku.
Največji kamni, vključno s prekladami in vratnimi podboji, so tehtali več kot 20 ton; nekateri bi lahko bili težki skoraj 100 ton. 
Proti koncu PHIIIB je bila trdnjava drugič razširjena. Stena je bila razširjena na severovzhod s prebojem vrat in tudi skrivnim prehodom skozi in pod steno od kamnite konzole, ki vodi navzdol po 99 stopnicah, izklesanih v cisterno 15 m pod površjem. Napaja se skozi predor iz višjega in bolj oddaljenega izvira.
Že v PHIIIA: 1 je Egipt vedel za *Mukano, prestolnico na ravni Teb in Knososa. Med PHIIIB so Mikene verjetno imele politični, vojaški in gospodarski vpliv na Kreti, v Pilosu v zahodnem Peloponezu, Atenah in Tebah. Helenska naselja so že nastajala na obali Anatolije. Srečanje s hetitskim imperijem in njihovo odvisnostjo nad takrat strateško Trojo je bilo pričakovano. Močna Pelopidska dinastija je vladala številnim grškim državicam, ena veja je bila Atrejeva dinastija v Mikenah.

### Upad
Leta 1200 pred našim štetjem se je moč Miken začela manjšati; v 12. stoletju pred našim štetjem mikenske prevlade ni bilo več. Morebitno uničenje Miken je bilo del splošnega bronastodobnega upadanja na grški celini in drugod. V kratkem času, okoli 1200 pred našim štetjem, so zgoreli vsi palačni kompleksi južne Grčije, vključno s tistimi v Mikenah. To učenjaki običajno pripisujejo vpadu dorskih Grkov s severa, čeprav mnogi zgodovinarji o tem dvomijo. Razseljeno prebivalstvo je pobegnilo v nekdanje kolonije v Anatoliji in drugam, kjer so govorili jonsko narečje.
Emily Vermeule meni, da je bila prekinitev trgovskih omrežij ob koncu 13. stoletja pred našim štetjem katastrofa za Grčijo. Prišla so skrivnostna 
"ljudstva z morja", ki so povzročila kaos v Egejskem morju . V egiptovskih zapisih piše, da so "ljudstva z morja" uničila hetitsko cesarstvo in so nato napadli 19. in 20. dinastijo Egipta (okoli 1300–1164). To je lahko povezano z uničenjem mikenskih središč (zapisi iz Pilosa omenjajo napad z morja). Kljub temu so na koncu obdobja PHIIIB Mikenci izvedli pohod nad Trojo, kar je pomenilo, da je bilo morje varno brez navedbe uničenja egejskih otokov.
Druga teorija naj bi bila, da je bila suša glavni vzrok za mikenski upad, vendar ni podnebnih dokazov, ki bi to podprli. Manolis Andronik je trdil, da so notranji spori in socialna revolucija edini vzrok za uničenje mikenskih območij , vendar je to v nasprotju s tem, da so bila vsa mikenska središča po vsej Grčiji uničena skoraj istočasno.  George E. Mylonas opaža, da je bilo po letu 1200 pred našim štetjem nekaj poskusov predelave v Mikenah. Prepričan je, da se je v Argolidi bil notranji boj in temu je sledil upad Dorcev. Zdi se, da so se Dorci preselili na jug postopoma v majhnih klanih, dokler jim ni uspelo, da so se uveljavili. 
Amos Nur trdi, da so pomembno vlogo pri uničevanju Miken in mnogih drugih mest ob koncu bronaste dobe imeli potresi. [19] Ni pa prepričljivih dokazov za potrditev teorij o tem, zakaj so bile mikenska citadela in druge po vsej Grčiji uničene skoraj hkrati.
Ne glede na vzrok v obdobju PHIIIC (najnovejša faza se imenuje tudi podmikenska) Mikene niso bile več glavna sila. Lončarstvo in dekorativni slogi so se hitro spreminjali, obrtništvo in umetnost sta doživljala upad. Čeprav so se naselja po velikosti bistveno zmanjšala, je trdnjava ostala zasedena, a ni nikoli več imela prejšnjega pomena.

### Arhaično in klasično obdobje
Tempelj, posvečen Heri, je bil zgrajen na vrhu mikenske citadele v arhaičnem obdobju. Mikenska vojska se je borila pri Termopilah in Plateji v  perzijskih vojnah. Leta 468 pred našim štetjem so vojaki iz Argosa zajeli Mikene, izgnali prebivalce in porušili utrdbe. 

### Oživitev in opustitev
Mikene so bile na kratko osvobojene v helenističnem obdobju, ko bi se lahko ponašali z gledališčem (bilo je nad Klitajmnestrino grobnico). Pozneje je bilo opuščeno in od rimskega obdobja dalje so bile njegove ruševine zelo zanimive za turiste. Starodavni potopisec Pavzanias piše, da je obiskal utrdbe in Levja vrata in jih je na kratko opisal. Levja vrata so bila tedaj še vedno vidna. 

## Politična organizacija
Zdi se, da so mikenski državi vladali kralji, ki so imeli v naslovu va-na-ka ("wanax"), kar se vidi na napisih v linearni pisavi B na Knososu in v Pilosu. V homerskih pesmih je oblika besede anaks (ἄναξ) pogosto prevedena v angleščino kot "gospodar". Nekateri napisi s seznamov darov kažejo, da je bil kralj verjetno božanski, vendar pa izraz "za kralja" navadno spremljajo z drugim imenom. Vprašljivo je, ali je bil vanaka odgovoren za verske zadeve, a njegov naslov kaže, da je imel pravico vladati v imenu boga.  Izraz bazileus (grško βασιλεύς), ki je bil pozneje v Grčiji uporabljen za "kralja", je bil očitno uporabljen za "vodjo" katere koli skupine ljudi ali za deželnega uradnika. (Homer omenja številne bazileje na Itaki).
Zemljišča v lasti kralja so se navadno imenovala te-me-ne (τέμενος, "témenos"), beseda, ki je preživela v klasični Grčiji (temenos ki ga je dal Hefajst na ščit Ahila, se imenuje "kraljevski"). Drugi pomembni posestniki so bili ra-va-ke-ta ("lāvāgetas"), vodje ljudi in te-re-ta ("telestaj") uradniki. Lavaget je poleg kralja in bi lahko bil vodja vojske, vendar to ni potrjeno z napisi. Leonard Robert Palmer pravi, da so bili '"telestaji možje imetniki fevdov". E-ke-ta (equetai, "tovariši" ali "sledilci") je bila skupina plemičev (aristokratov), ki je sledila kralju v miru in vojni. Poznan je vsaj en primer, Enkheljavon iz Pilosa, ki se pojavi v zapisniku, vendar sodobni znanstveniki menijo, da je to verjetno kralj. 
Iz obstoječih dokazov se zdi, da je bila kraljevina nadalje razdeljena na šestnajst okolišev. Ko-re-te je bil "guverner okrožja" in po-ro-ko-re-te njegov "namestnik". Morda so prava imena koreter in prokoreter. Da-mo-ko-r (damokoros) je bilo uradno imenovanje, vendar njegove naloge niso jasne. Občinska zemljišča so bila v rokah da-mo (dobesedno, "človeški viri", δῆμος, demos) ali "imetniki". Zdi se, da je "damo" kolektivni organ moških, ki predstavljajo lokalno okrožje. Oni so predlagali, da ima ka-si-re-u svet starešin, ke-ro-si-ja (pozneje "γερουσία", geruzija), vendar je Palmer prepričan, da je bila to organizacija "bronastih kovačev".

## Religija
Mikenska religija je preživela v klasični Grčiji s svojim panteonom grških božanstev, vendar ni znano, v kolikšni meri je grško versko prepričanje mikensko, niti ali je posledica grške temne dobe ali poznejše. Moses I. Finley je odkril le nekaj verodostojnih mikenskih prepričanj v homerskem svetu 8. stoletja, , vendar Nilsson meni, da je bila mikenska religija mati grške religije.  Z ustnim izročilom je Homer prenesel prepričanja v temno obdobje, vendar je ohranil v spominu konfederacijo Grkov pod močnim kraljem iz Miken , ko so se bogovi družili z ljudmi in ko so veliki junaki prevladovali v "herojski dobi". Vera v bogove kot utelešenje moči, herojski zgledi, podedovani iz daljne preteklosti, skupaj z lokalnimi htoničnimi (podzemnimi) kulti so bili pozneje vključeni v  mestne državice.
V zgodovini zasledimo (Nilsson in Guthrie), da so mikenski panteon sestavljala minojska božanstva, pa tudi bogovi in boginje, ki se pojavljajo pod različnimi imeni s podobnimi vlogami na vzhodu in zahodu.  Mnoga od teh imen, ki se pojavljajo v napisih v linearni pisavi B, lahko najdemo pozneje v klasični Grčiji, kot so Zevs, Hera, Pozejdon, Atena, Hermes, Ejlejtija in Dioniz , vendar je etimologija edini dokaz o kultih.
O tem je več utemeljenih ugibanj. Zdi se, da so prvotno Mikenci kot mnogi indoevropejci verovali, da duhovi prebivajo v živalih, rastlinah, skalah, zvezdah in ljudeh (animizem). Nekatera verska prepričanja so mešanica prepričanj lokalnega prebivalstva, na primer Arkadija ni bila povezana s starimi kulti, ki so preživela do klasične Grčije. V teh kultih se Pozejdon pojavi po navadi kot konj, ki predstavlja duha reke v podzemlju, kot je tudi v severnoevropski folklori. Predhodnici boginje Demetre in Perzefone sta tesno povezani z izviri in živalmi, predvsem pa s Pozejdonom in Artemido, ki je bila prva Nimfa.  Mikenska religija je bila skoraj gotovo politeistična, Mikenci so bili [Sinkretizem |sinkretistični]] pri dodajanju tujih božanstev v svoj panteon bogov. Verjetno so v Grčijo prišli s panteonom bogov, z nekaterimi vladajočimi nebesnimi božanstvi na čelu, za katere jezikoslovci mislijo, da so se imenovali *djeus v zgodnji indoevropejščini. V grščini bi to božanstvo postalo Zevs (izgovori se Zeus ali Dias v stari grščini). Med hindujci je to nebesno božanstvo postalo "djaus pita". V latinščini postane "deus pater" ali Jupiter; vedno naletimo na to besedo v etimologiji besede deity ("božanstvo") in divine ("božansko").
Pozneje je bil v nekaterih kultih Zevs združen z egejsko veliko boginjo, ki jo predstavlja Hera s "sveto poroko" (hieros gamos). Na neki točki v svoji kulturni zgodovini so Mikenci sprejeli nekaj minojskih boginj, kot so Afeja, Britomartis, Diktina, in jih povezali z njihovimi nebeškimi bogovi. [28] Mnoge so vključile močnejša božanstva in nekatere, kot sta boginji rastlin Ariadna in Helena, sta preživeli v grški folklore skupaj s kultom "božji otrok", ki je bil verjetno predhodnik Dioniza.  Atena in Hera sta preživeli in bili zaščitniški boginji, varuhinji palač in mest. Na splošno poznejša grška religija razlikuje med dvema vrstama božanstev: olimpijci ali nebeška božanstva (vključno Zevs), ki so splošno znana v taki ali drugačni obliki, in htonična božanstva ali zemeljska božanstva. Walter Burkert opozarja: "V kolikšni meri se sme in mora razlikovati med minojsko in mikensko religijo je vprašanje, ki še ni našlo dokončnega odgovora."  Predlaga, da bi uporabne vzporednice našli v odnosih med etruščansko in arhaično grško kulturo in religijo ali med rimsko in helenistično kulturo.
Panteon vključuje tudi božanstva, ki predstavljajo moč narave in divjih živali. Pojavljajo se s podobnimi vlogami kot v sredozemski regiji. Potnija Teron, pozneje imenovana Artemida, je verjetno minojska boginja Britomartis /Dictynna. Pozejdon je gospodar morja in zato neurij in potresov (v nadaljevanju "zemljotresec" na ploščah z linearno pisavo B). Morda je deloval kot predhelenski htonični Zevs, gospodar ali zakonec boginje Zemlje. Atena, katere naloga je bila, da zaščiti drevesa oljk, je ljudska Artemida. Moč živalske narave je zaupana Nimfam, ki so povezane z drevesi in vodo, ter bogovom s človeško podobo,a z glavo ali repom živali, ki ponazarjajo primitivne telesne nagone. V Arkadiji so upodobljeni bogovi z živalsko glavo, kar kaže, da so v daljni preteklosti bogovi nastali kot živali in ptice, kot demoni z živalskimi glavami. Pozneje so bili bogovi v človeški podobi z živaljo kot spremljevalcem ali simbolom. Nekaj starih bogov je preživelo v kultu Dioniza (Satir) in Pan (kozji bog).
Mikenci so najverjetneje pod vzhodnim vplivom sprejeli sistem duhovnik kralj in prepričanje o vladanju božanstva v rokah teokratske družbe. Ob koncu drugega tisočletja pred našim štetjem, ko so propadle mikenske palače, se zdi, da je grška miselnost postopoma opustila ideje, da je vsak človek suženj bogovom in iskala "moralni namen". Morda se je ta postopek začel pred koncem mikenske dobe, a ideje skoraj ni ali je nejasna v homerskih pesmih, v katerih je poseganje bogov odnos med pravičnostjo ali slabimi ukrepi ljudi. Pozneje Heziod uporablja več vzhodnega gradiva in njegovo kozmologijo v genealoškem drevesu bogov in uvaja idejo o obstoju nečesa drugega za bogovi, kar je močnejše, kot so oni. To je moč Usode (Mojre), ki v homerskih pesmih deluje vzporedno z bogovi in vnaprej določa dogodke.  Heziod v skladu z grškim pravilom v vesolju poskuša, da bi bili bogovi primerljivi z ureditvijo vladanja, ki nadzira življenje ljudi. V grški mitologiji je ta moč imenovana ananka (nujnost). 
Olimpski panteon je urejen sistem. Grška božanstva so živela z Zevsom na čelu in vsak je skrbel za prepoznavno področje. Nekatere prvine v nekaterih grških kultih pa kažejo preživetje nekaterih starejših kultov iz manj preudarnega sveta, kot so: stari kulti mrtvih, agrarna magija, eksorcizem zlih duhov, za katera so značilna žrtvovanja in bogovi z živalskimi glavami. V homerskih pesmih je bila Usoda verjetno prvotno demon, ki je deloval vzporedno z bogovi. Kult Dioniza Zagreja kaže, da je bilo treba življenjsko kri živali obnoviti z moškim. Podobno prepričanje nakazuje mikenski sarkofag  Hagia Triada (1400 pr. n. št.), ki združuje značilnosti minojske civilizacije in mikenskega sloga. Zdi se, da je bila kri bika uporabljena za regeneracijo mrtvih. Verjetno je bila večina teh kultov živa v mikenskem obdobju in je preživela s pradavnimi običaji.
Drugotna stopnja pomembnosti je bil kult junakov, za katerega se zdi, da se je začel v mikenski dobi. To so bili veliki ljudje iz preteklosti, ki so jih častili po smrti zaradi tega, kar so storili. Po starem minojskem prepričanju je bil čez morje otok, imenovan Elizija, na katerem živijo drugače in srečneje. Grki so verjeli, da lahko tam živijo v človeški obliki samo junaki in ljubljenci bogov. Duše preostalih bodo za vedno odšle v mračni prostor Hada. Bogovi in ljudje so imeli skupni izvor, vendar pa je bila ogromna razlika med nesmrtnimi bogovi in smrtniki. Nekatere prvine sicer kažejo, da so Mikenci verjeli v posmrtno življenje. Dve dobro ohranjeni telesi so našli v jaškastem grobu VI. Wolfgang Helbig verjame, da so ju pred pokopom balzamirali. V jaškastih grobovih je Heinrich Schliemann odkril trupla, ki so bila rahlo izpostavljena ognju, da bi jih ohranili. 
Mikenska religija je poznala daritve in žrtvovanje božanstvom in nekateri so razmišljali, da so njihovi obredi vključevali žrtvovanje ljudi, ki temelji na besedilnih dokazih in najdenih kosteh zunaj grobnic. V homerskih pesmih se zdi, da je dolgotrajen kulturni spomin človeškega žrtvovanja v Agamemnonovem žrtvovanju hčerke Ifigenije; več zgodb trojanskih junakov vključuje tragično žrtvovanje ljudi. V oddaljeni preteklosti so morda ponudili celo ljudi, da bi pomirili nedoumljive bogove, še posebej zaradi strahu pred krivdo. Pozneje je bilo žrtvovanje praznik, na katerem so zaklali vole. Človek je obdržal meso, bogovom pa dal kosti z maščobo. 
Nekje v senci stoletij med padcem mikenske civilizacije in koncem grške temne dobe je izvirna mikenska religija vztrajala in se prilagodila, dokler se ni končno pojavila v zgodbah človeške predanosti, odpadništva in božanske muhavosti v dveh velikih Homerjevih epih. To je bil začetek religije, ki je pozneje postala helenska, in uteleša paradoks. 

## Mikene v grški mitologiji in legendah

### Perzejeva dinastija
Klasični grški miti trdijo, da je Mikene ustanovil Perzej, vnuk kralja Akrizija iz Argosa, sin Akrizijeve hčerke  Danaje in boga Zevsa. Potem ko je po nesreči ubil svojega dedka, Perzej ni mogel ali ni hotel podedovati prestola v Argosu. Namesto tega je izmenjal kraljestvi z bratrancem Megapentom in postal kralj Tirinta, Megapent pa Argosa. Nato je ustanovil Mikene in vladal kraljestvoma iz Miken.
Perzej se je poročil z Andromedo in imel veliko sinov, vendar ga je umoril Megapent, ko je šel v vojno z Argosom. Njegov sin Elektrion je začel drugo dinastijo, a sta nasledstvo izpodbijala Tafijan pod Pterelajem, drugi Perzejd, ki je napadel Mikene, izgubil in se umaknil z živino. Živino je izterjal Amfitrion, Perzejev vnuk, vendar je po nesreči ubil svojega strica in je moral v izgnanstvo.
Prestol je prevzel Stenel, tretji v dinastiji, Perzejev sin. Poročil se je z Nikipo, hčerjo kralja Pelopsa iz Elide, najmočnejše države v regiji in času. Z njo je imel sina Evristeja, četrti in zadnji iz dinastije Perzejdov. Ko je Heraklejev sin Hilus ubil Stenela, je Evristej postal znan po svojem sovraštvu do Herakleja in brezobzirnem preganjanju njegovih potomcev.
Prvič o tem sinu slišimo v legendi, ko je postal simbol Dorcev. Heraklej je bil Perzejd. Po njegovi smrti se je Evristej odločil, da bo uničil tekmece za prestol v Mikenah, vendar se je zatekel v Atene. V vojni so bili Evristej in vsi njegovi sinovi ubiti. Dinastija Perzejdov se je končala in Mikenci so na prestol postavili mater Evristejevega strica Atreja Pelopida.

### Atrejeva dinastija
Prebivalci Miken so dobili nasvet preročišča, da morajo izbrati novega pelopidskega kralja. Bila sta dva kandidata: Atrej in njegov brat Tiest. Najprej je bil izbran Tiest. A vmešala se je narava, zdelo se je, da je sonce spremenilo smer, zašlo je na vzhodu. Atrej je trdil, da Tiest ne sme biti izbran, ker je sonce spremenilo svojo pot. Upoštevali so razlog in Atrej je postal kralj. Preganjal je Tiesta in vso njegovo družino, vendar je Tiestu uspelo pobegniti iz Miken.
Po legendi je imel Atrej dva sinova: Agamemnona in Menelaja. Ajgist, sin Tiesta, je ubil Atreja in zasedel prestol. S pomočjo špartanskega kralja Tindareja so Atrejidi spet pregnali Tiestide v izgnanstvo. Tindarej je imel dve nesrečni hčerki Heleno in Klitajmnestro, s katerima sta se poročila Menelaj in Agamemnon, Agamemnon je podedoval Mikene in Menelaj je postal kralj Šparte.
Kmalu je Helena zbežala s trojanskim princem Parisom. Agamemnon je začel 10-letno vojno proti Troji, da bi jo dobil nazaj za svojega brata. Zaradi pomanjkanja vetra vojaške ladje niso mogle pluti v Trojo. Da bi mu bogovi pomagali in vetrovi začeli pihati, je Agamemnon žrtvoval svojo hčerko Ifigenijo. Po nekaterih različicah legend jo je boginja lova Artemida v zadnjem trenutku na oltarju zamenjala z jelenom in vzela Ifigenijo na Tavrido. Božanstva so bila zadovoljna s tako žrtvijo, vetrovi so zapihali in grška flota je odplula.
Legenda pravi, da je dolga in naporna trojanska vojna, čeprav je Grčija zmagala, prinesla anarhijo, piratstvo in pogubo; že pred prispetjem grške flote pred Trojo, je spor razdelil bogove in to je povzročilo prekletstva in maščevanje številnih grških junakov. Po vojni so Agamemnona, ko se je vračal, kraljevsko pozdravili z rdečo preprogo, nato pa ga je v njegovi kadi umorila Klitajmnestra, ki ga je grenko sovražila, ker je žrtvoval Ifigenijo. Klitajmnestro je podprl Ajgist, ki je nato vladal, vendar se je Orest, Agamemnonov sin, pretihotapil iz Fokisa. Vrnil se je odrasel, da bi pokončal Klitajmnestro in Ajgista. Nato je pobegnil v Atene, se izogibal roki pravice in postal za nekaj časa nor. Medtem je prestol v Mikenah zasedel Aletes, sin Ajgista, vendar ne za dolgo. Orest je okreval, se vrnil v Mikene, da bi ga ubil, in prevzel prestol.
Orest je nato zgradil večjo državo na Peloponezu, vendar je umrl v Arkadiji zaradi kačjega ugriza. Njegov sin Tizamen, zadnji iz Atrejeve dinastije, je bil ubit ob vrnitvi na Peloponez. Za dedovanje različnih kraljestev na Peloponezu so nato žrebali. Ne glede na zgodovinsko realnost, ki se kaže v teh zgodbah, so Atrejidi trdno vpeti v obdobje blizu konca herojske dobe do prihoda Dorcev. Zgodb o mikenskih kraljih po Atrejidih ni bilo več, kar pomeni, da ni bilo veliko več kot 50 ali 60 let od padca Troje VIIa (verjeten navdih homerske Troje) in padca Miken.

### Atrejidi v Mali Aziji
5. marca 1223 pred našim štetjem je bil popoln mrk sonca v Egejskem morju, kar bi lahko zasukalo sonce na vzhod, a ta datum ne rešuje vseh neznank.
Perzejdi bi bili na oblasti okoli 1380 pred našim štetjem, datum na bazi kipa iz Kom Heitana v Egiptu, zapisan o poti nekega egiptovskega veleposlaništva v Egejskem morju v času Amenhoteja III. (r. 1391−1353 ali 1388–1351 pr. n. št.). M-v-k-i-n-u (fonetično "Mukanuh"?), je bilo eno izmed mest, ki jih je obiskal, redek zgodnji dokument z imenom Miken. To je bilo eno izmed mest tj-n3-jj ("Tinay"?) , homerski Danajci imenovani v mitu po Danaji, ki kaže, da so Perzejdi v resnici imeli prevlado.
Tudi v 14. stoletju pred našim štetjem je Ahija začela biti problematična za številne hetitske kralje. Ahijava ali Ahija, ki se pojavlja nekaj desetkrat na hetitskih ploščah v stoletjih, je verjetno Ahaivia, rekonstruirano iz mikenske grščine za Ahajo. Hetiti niso uporabili "Danaja", kot so to storili Egipčani, čeprav je prva omemba Ahija na "Obtožnici Maduvate"  v korespondenci med Amenhotepom III. in enim od poznejših naslednikov Maduvata v Arzavi, Tarhunta-Raduju. Zunanja PHIIIA: 1, viri se strinjajo o izpustitvi velikega kralja ali drugih združevalnih strukturah v ozadju Ahija in Tinaj.
Na primer v "Obtožnici Maduvate", Atarsija "vladar Ahija", napade Maduvato in ga odpelje iz njegove dežele. Zatočišče in vojaško pomoč dobi pri hetitskem kralju Tudhalija. Po smrti slednjega in vladavini njegovega sina Arnuvande se Maduvata poveže z Atarsijo in skupaj z drugim vladarjem napade Alasijo, to je Ciper. 
To je edini znani primer človeka z imenom Atarsija. Poskusi, da je to ime povezano z Atrejem, niso našli podpore, prav tako ni nobenih dokazov o močnem Pelopidu, imenovanem Atrej.
Med PHIIIA: 2, Ahija, zdaj znana kot Ahijava, razširi svoj vpliv na Milet, naseljuje obale Anatolije in tekmuje s Hetiti za vpliv in nadzor v zahodni Anatoliji. Na primer, Uha-Zitijeva Arzav in z njim Manapa-Tarhuntasova dežela ob reki Seha. Verodostojnih podatkov o ustanovitvi mikenskih Grkov kot zgodovinske moči v teh dokumentih ni.
Podobno je hetitski kralj napisal tako imenovano Pismo Tavagalavu, velikemu kralju Ahija, v zvezi s plenilskim luvijanskim pustolovcem Pijama-Radu. Niti imena velikih kraljev niso navedena; hetitski kralj je lahko Muvatali II. ali njegov brat Hatusili III., ki je vsaj datirano v pisavi PHIIIB v mikenskih standardih. V legendah niti Atrej niti Agamemnon nimata brata z imenom *Etewoclewes (Eteokles); to ime je povezano s Tebami, ki jih je v prejšnjem obdobju PHIIIA Amenhotep III. obravnaval kot enake Mikenam.

## Izkopavanja
V Mikenah je prvi izkopaval grški arheolog Kiriakos Pitakis leta 1841, ko je našel in obnovil Levja vrata.  Leta 1874 je Heinrich Schliemann izkopal globoke jaške po vsej akropoli brez dovoljenja; avgusta 1876 je začel izkopavati območja z dovoljenjem arheološkega društva v Atenah (ASA) in pod nadzorom enega od njegovih članov Panagiotisa Stamatakisa. Schliemann je verjel v zgodovinske resnice homerskih zgodb in v tem smislu je razlagal kraj. Našel je antične jaškaste grobove s kraljevimi okostji in spektakularne pridatke. Ob odkritju človeške lobanje pod zlato posmrtno masko v eni od grobnic je izjavil: "Zazrl sem se v obraz Agamemnona."  Hristos Tsuntas, drug član ASE, je očistil velik del citadele med izkopavanji, ki so se začela leta 1884 in končala leta 1902. Tsuntas in ASA sta dala dovoljenje za izkopavanje britanski šoli za arheologijo (BSA), ki je izkopavala od leta 1920 do leta 1955 pod nadzorom Alana Johna Bayarda Wacea. Po Waceovi smrti leta 1957 je delo končal lord William Taylor od leta 1958 do leta 1969, zlasti na zahodnem pobočju citadele. ASA je nadaljevala izkopavanja na kraju samem s prizadevanji Ioanisa Papadimitruja in Nicolasa Verdelisa v poznih 1950 in začetku leta 1960, pa tudi Georgeja Milonasa od leta 1957 do leta 1985. Leta 1985 je izkop vodil Spiros Iakovidis, ki od leta 2009 še vedno nadzira raziskave ASA na dveh poljih. Objava je v pripravi.
Od Schliemannovih časov so v Mikenah potekala bolj znanstvena izkopavanja, predvsem grških arheologov, a tudi britanske šole v Atenah. Akropola je bila izkopana leta 1902, okoliški hribi so bili načrtno preiskani pri nadaljnjih izkopavanjih. Atensko arheološko društvo zdaj izkopava mikensko nižje mesto (od 2011) s podporo Dickinsonovega Collegea in Inštituta za egejsko prazgodovino. 
Arheološke najdbe s tega območja so na ogled v muzeju v Mikenah, arheološkem muzeju v Navplionu in Narodnem arheološkem muzeju v Atenah.

## Mikenska kultura in družba
Mikene so bile kulturno razvite, saj so Ahajci uporabljali pisavo, ki jo zdaj imenujemo linearna pisava B. Pisali so na glinene ploščice, zapisi pa so nastajali za popisovanje dajatev. Poleg tega so bili Ahajci mojstri tudi za obdelovanje zlata, o čemer pričajo zlate posmrtne maske in nakit, ki so jih našli v Mikenah.
Na vrhu družbene lestvice je bil kralj, ki ni bil le absolutni vladar, ampak hkrati tudi največji posestnik, podjetnik in trgovec v državi. v svoji palači in njeni bližini je dal postaviti številne delavnice, v katerih so obrtniki najrazličnejših strok delali za njegove potrebe. Pri upravljanju države so mu pomagali vrhovni poveljnik vojske, visoko plemstvo in nadzorniki. Precej nižje so bili delavci, obrtniki] ter navadno ljudstvo, ki se je povečini ukvarjalo s poljedelstvom in živinorejo, najnižje na družbeni lestvici pa so bili sužnji. Mikenska kultura je bila v primerjavi s kretsko vojaško usmerjena.

## Spomeniki
- Atrejeva zakladnica, grobnica tolos (1250 pr. n. št.)
- Levja vrata (1350–1200 pr. n. št.)
- kraljeva palača
- najdbe iz okroglega groba A
- najdbe iz okroglega groba B
- grobnica tolos Klitajmnestre (1400–1300 pr. n. št.)
- grobnica tolos Ajgisa (1510–1460 pr. n. št.)
- Levja grobnica (1460–1400 pr. n. št.)

## Druga strokovna literatura
- Bryson, Reid; Murray, Thomas J. (1977). Climates of Hunger: Mankind and the World's Changing Weather. Madison, WI: University of Wisconsin Press. ISBN 978-0-29-907373-2.
- Finley, Moses I. (1970). Early Greece: The Bronze and Archaic Ages. London: Chatto & Windus.
- Hooker, Richard (1996). »Mycenean Religion«. Barbarians and Bureaucrats. Washington State University. Arhivirano iz prvotnega spletišča dne 1. februarja 2014. Pridobljeno 25. januarja 2014.
- Jansen, Anton (1997). »Bronze Age Highways at Mycenae«. Classical Views. Memorial University of Newfoundland and Labrador, Canada. XLI (16): 1–16. Arhivirano iz prvotnega spletišča dne 23. novembra 2007. Pridobljeno 6. decembra 2015.
- Mylonas, George Emmanuel (1968). Mycenae's Last Century of Greatness. Sydney: Sydney University Press for Australian Humanities Research Council.
- Mylonas, George E. (1983). Mycenae Rich in Gold. Athens: Ekdotike Athenon.
- Nilsson, Martin Persson (1972) [1932]. The Mycenaean Origin of Greek Mythology. Berkeley and Los Angeles: University of California Press. ISBN 978-0-52-002163-1.
- Palmer, Leonard R. (1965) [1961]. Mycenaeans and Minoans: Aegean Prehistory in the Light of the Linear B Tablets. Part I: Pylos and the World of the Tablets. Part II: Knossos and Aegean History (2nd izd.). London: Faber and Faber.
- Taylour, Lord William; French, Elizabeth Bayard; Wardle, K.A. (2007). Well Built Mycenae (Volume 13): The Helleno-British Excavations within the Citadel at Mycenae 1959-1969. Warminster, England: Aris & Phillips. ISBN 978-1-84-217295-7.
- Vermeule, Emily (1964). Greece in the Bronze Age. Chicago: The University of Chicago Press.
- Wace, Alan John Bayard (1964) [1949]. Mycenae: An Archaeological History and Guide. New York: Biblio and Tannen.
- Wardle, K.A.; Wardle, Diana (1997). Cities of Legend: The Mycenaean World. London: Bristol Classical Press. ISBN 978-1-85-399355-8.